# بهترین دروازه‌بان جهان فدراسیون بین‌المللی تاریخ و آمار فوتبال
بهترین دروازه‌بان جهان، یک جایزه فوتبال است که از سال ۱۹۸۷ سالانه به بهترین دروازه‌بانی که بیشترین رأی‌ آی‌اف‌اف‌اچ‌اس را بدست می‌آورد، داده می‌شود.

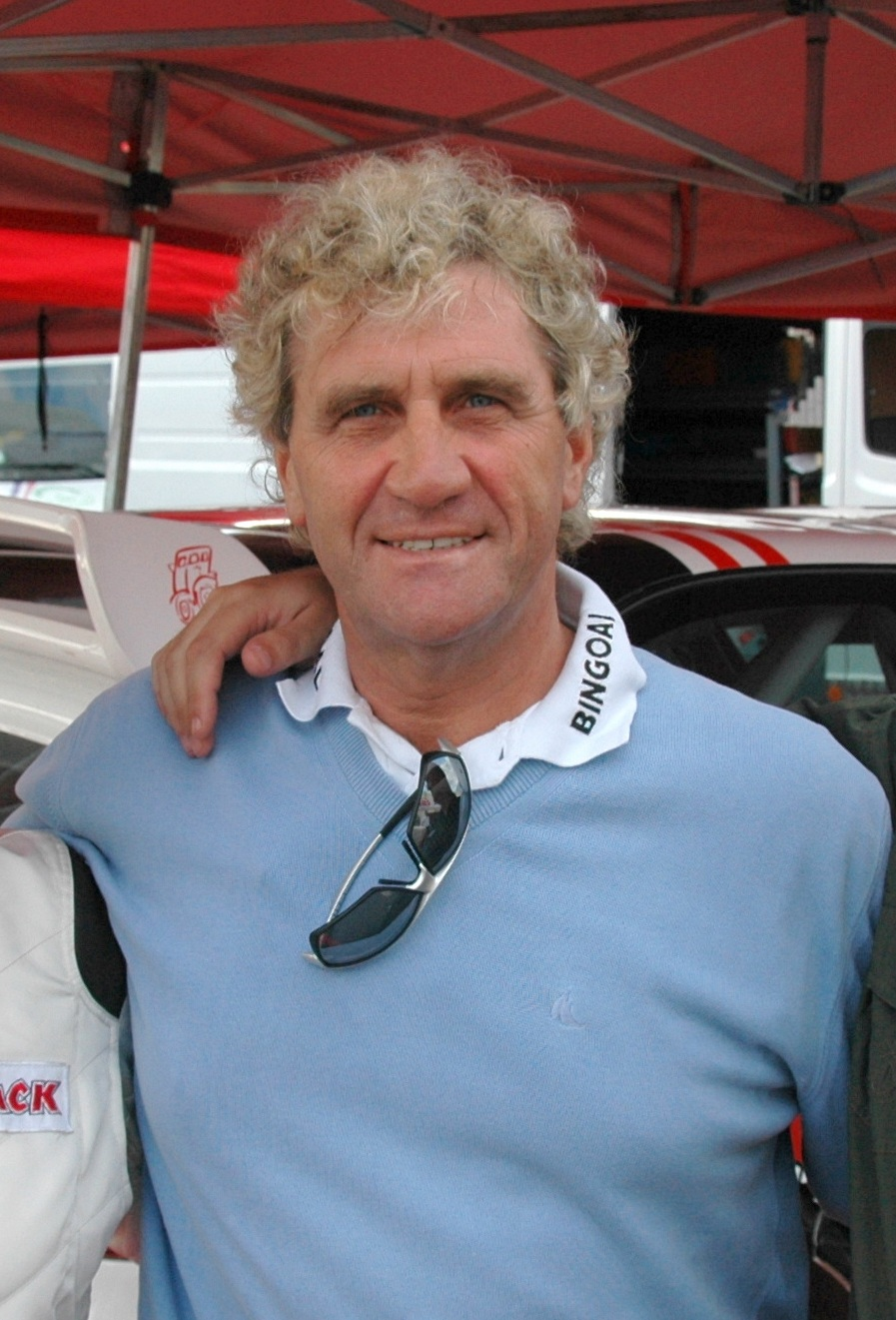
دروازه‌بان بلژیکی، ژان-ماری فاف نخستین برنده این جایزه در سال ۱۹۸۷ بود

## فهرست برندگان
این جایزه در پایان هر سال اهدا می‌شود. به دروازه‌بان برنده یک جام طلایی در مراسم دنیای فوتبال (انگلیسی: world football gala) اهدا می‌شود. مانوئل نویر آلمانی، جانلوئیجی بوفون ایتالیایی و ایکر کاسیاس اسپانیایی با کسب پنج جایزه، بیشترین عنوان را به خود اختصاص داده‌اند. کاسیاس پنج عنوان خود را به‌صورت پیاپی مابین سال‌های ۲۰۰۸ و ۲۰۱۲ دریافت کرده‌است. در زیر فهرستی از برندگان قبلی، از زمان دریافت اولین جایزه در سال ۱۹۸۷ توسط ژان-ماری فاف بلژیکی، آورده شده‌است.
| سال  | برنده                  | باشگاه         | نفر دوم             | باشگاه          | منبع   |
| ---- | ---------------------- | -------------- | ------------------- | --------------- | ------ |
| ۱۹۸۷ | ژان-ماری فاف           | بایرن مونیخ    | رینات داسایف        | اسپارتاک مسکو   | [ ۱ ]  |
| ۱۹۸۸ | رینات داسایف           | اسپارتاک مسکو  | هانس فان بروکلن     | پی‌اس‌وی آیندهوون | [ ۱ ]  |
| ۱۹۸۹ | والتر زنگا             | اینتر میلان    | میشل پرودوم         | مشلان           | [ ۱ ]  |
| ۱۹۹۰ | والتر زنگا             | اینتر میلان    | میشل پرودوم         | مشلان           | [ ۱ ]  |
| ۱۹۹۱ | والتر زنگا             | اینتر میلان    | سرجیو گوی‌کوچه‌آ      | راسینگ کلوب     | [ ۱ ]  |
| ۱۹۹۲ | پیتر اشمایکل           | منچستر یونایتد | آندونی زوبیزارتا    | بارسلونا        | [ ۱ ]  |
| ۱۹۹۳ | پیتر اشمایکل           | منچستر یونایتد | سرجیو گوی‌کوچه‌آ      | راسینگ کلوب     | [ ۱ ]  |
| ۱۹۹۴ | میشل پرودوم            | مشلان          | توماس راولی         | گوتبورگ         | [ ۱ ]  |
| ۱۹۹۴ | میشل پرودوم            | بنفیکا         | توماس راولی         | گوتبورگ         | [ ۱ ]  |
| ۱۹۹۵ | خوزه لوئیس چیلاورت     | ولز سارسفیلد   | پیتر اشمایکل        | منچستر یونایتد  | [ ۱ ]  |
| ۱۹۹۶ | آندریاس کوپکه          | مارسی          | دیوید سیمن          | آرسنال          | [ ۱ ]  |
| ۱۹۹۷ | خوزه لوئیس چیلاورت (۲) | ولز سارسفیلد   | آنجلو پروتزی        | یوونتوس         | [ ۱ ]  |
| ۱۹۹۸ | خوزه لوئیس چیلاورت (۲) | ولز سارسفیلد   | فابین بارتز         | موناکو          | [ ۱ ]  |
| ۱۹۹۹ | الیور کان              | بایرن مونیخ    | پیتر اشمایکل        | منچستر یونایتد  | [ ۱ ]  |
| ۲۰۰۰ | فابین بارتز            | منچستر یونایتد | الیور کان           | بایرن مونیخ     | [ ۱ ]  |
| ۲۰۰۱ | الیور کان (۲)          | بایرن مونیخ    | اسکار کوردوبا       | بوکا جونیورز    | [ ۱ ]  |
| ۲۰۰۲ | الیور کان (۲)          | بایرن مونیخ    | ایکر کاسیاس         | رئال مادرید     | [ ۱ ]  |
| ۲۰۰۳ | جانلوئیجی بوفون        | یوونتوس        | ایکر کاسیاس         | رئال مادرید     | [ ۱ ]  |
| ۲۰۰۴ | جانلوئیجی بوفون        | یوونتوس        | پیتر چک             | رن              | [ ۱ ]  |
| ۲۰۰۴ | جانلوئیجی بوفون        | یوونتوس        | پیتر چک             | چلسی            | [ ۱ ]  |
| ۲۰۰۵ | پیتر چک                | چلسی           | دیدا                | میلان           | [ ۱ ]  |
| ۲۰۰۶ | جانلوئیجی بوفون (۳)    | یوونتوس        | ینس لمان            | آرسنال          | [ ۱ ]  |
| ۲۰۰۷ | جانلوئیجی بوفون (۳)    | یوونتوس        | پیتر چک             | چلسی            | [ ۱ ]  |
| ۲۰۰۸ | ایکر کاسیاس            | رئال مادرید    | جانلوئیجی بوفون     | یوونتوس         | [ ۲ ]  |
| ۲۰۰۹ | ایکر کاسیاس            | رئال مادرید    | جانلوئیجی بوفون     | یوونتوس         | [ ۳ ]  |
| ۲۰۱۰ | ایکر کاسیاس            | رئال مادرید    | ژولیو سزار          | اینتر میلان     | [ ۴ ]  |
| ۲۰۱۱ | ایکر کاسیاس            | رئال مادرید    | مانوئل نویر         | بایرن مونیخ     | [ ۵ ]  |
| ۲۰۱۲ | ایکر کاسیاس            | رئال مادرید    | جانلوئیجی بوفون     | یوونتوس         | [ ۶ ]  |
| ۲۰۱۳ | مانوئل نویر (۱)        | بایرن مونیخ    | جانلوئیجی بوفون     | یوونتوس         | [ ۷ ]  |
| ۲۰۱۴ | مانوئل نویر (۱)        | بایرن مونیخ    | ایکر کاسیاس         | رئال مادرید     | [ ۸ ]  |
| ۲۰۱۵ | مانوئل نویر (۱)        | بایرن مونیخ    | جانلوئیجی بوفون     | یوونتوس         | [ ۹ ]  |
| ۲۰۱۶ | مانوئل نویر (۱)        | بایرن مونیخ    | جانلوئیجی بوفون     | یوونتوس         | [ ۱۰ ] |
| ۲۰۱۷ | جانلوئیجی بوفون (۵)    | یوونتوس        | مانوئل نویر         | بایرن مونیخ     | [ ۱۱ ] |
| ۲۰۱۸ | تیبو کورتوا            | چلسی           | اوگو لیوریس         | تاتنهام         | [ ۱۲ ] |
| ۲۰۱۸ | تیبو کورتوا            | رئال مادرید    | اوگو لیوریس         | تاتنهام         | [ ۱۲ ] |
| ۲۰۱۹ | آلیسون بکر             | لیورپول        | مارک-آندره تر اشتگن | بارسلونا        | [ ۱۳ ] |
| ۲۰۲۰ | مانوئل نویر (۵)        | بایرن مونیخ    | آلیسون بکر          | لیورپول         |        |
| ۲۰۲۱ | جانلوئیجی دوناروما     | آ.ث. میلان     | مانوئل نویر         | بایرن مونیخ     |        |
| ۲۰۲۱ | جانلوئیجی دوناروما     | پاری سن-ژرمن   | مانوئل نویر         | بایرن مونیخ     |        |
| ۲۰۲۲ | تیبو کورتوا            | رئال مادرید    | امیلیانو مارتینز    | استون ویلا      |        |
| ۲۰۲۳ | امیلیا‌نو مارتینز       | استون ویلا     | ادرسون مورائس       | منچستر سیتی     |        |
| ۲۰۲۴ | ‌ امیلیانو مارتینز      | ‌ استون ویلا    | ‌ اونای سیمون        | ‌اتلتیکو بیلبائو |        |

## دروازه‌بان قرن

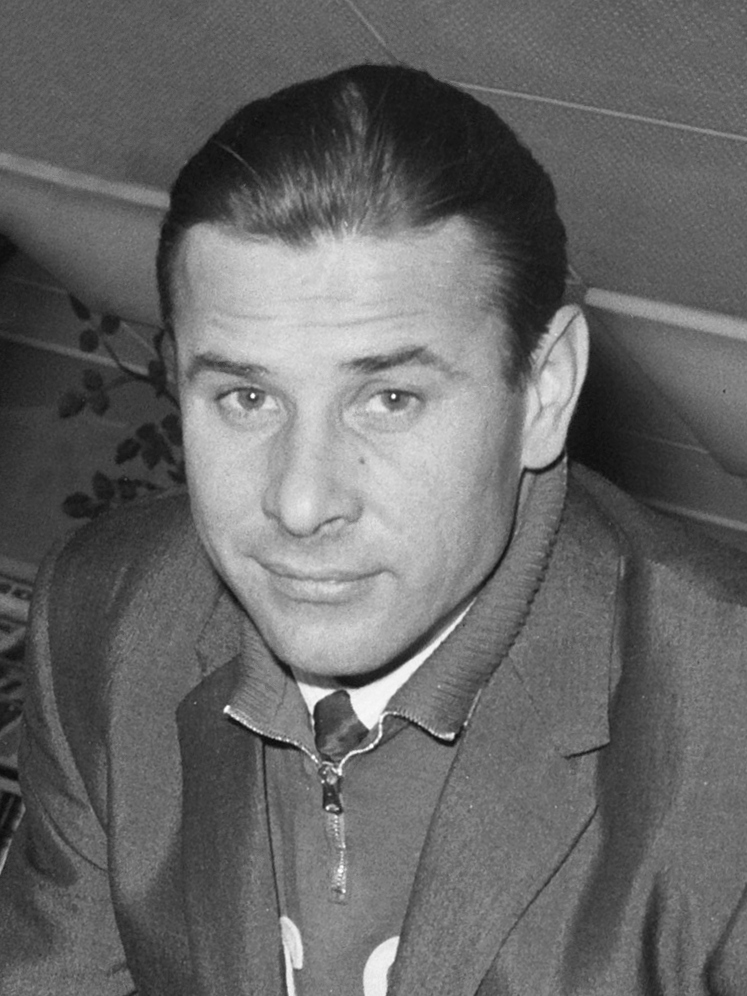
در انتهای قرن بیستم، دروازه‌بان اهل شوروی لو یاشین، توسط آی‌اف‌اف‌اچ‌اس به عنوان دروازه‌بان قرن جهان انتخاب شد

در انتهای قرن بیستم، آی‌اف‌اف‌اچ‌اس برای انتخاب دروازه‌بان قرن جهان رأی‌گیری کرد و در این رای‌گیری لو یاشین دروازه‌بان تیم ملی فوتبال شوروی، بالاتر از گوردون بنکس انگلیسی و دینو زوف ایتالیایی، به عنوان بهترین دروازه‌بان قرن انتخاب شد:
| رتبه | بازیکن             | ملیت     | دوره بازی | میزان آرا |
| ---- | ------------------ | -------- | --------- | --------- |
| ۱    | لو یاشین           | شوروی    | ۱۹۷۰–۱۹۵۰ | ۱۰۰۲      |
| ۲    | گوردون بنکس        | انگلستان | ۱۹۷۲–۱۹۶۳ | ۷۱۷       |
| ۳    | دینو زوف           | ایتالیا  | ۱۹۸۳–۱۹۶۸ | ۶۶۱       |
| ۴    | سپ مایر            | آلمان    | ۱۹۷۹–۱۹۶۶ | ۴۵۶       |
| ۵    | ریکاردو زامورا     | اسپانیا  | ۱۹۳۶–۱۹۲۰ | ۴۴۳       |
| ۶    | خوزه لوئیس چیلاورت | پاراگوئه | ۲۰۰۳–۱۹۸۹ | ۳۷۳       |
| ۷    | پیتر اشمایکل       | دانمارک  | ۲۰۰۱–۱۹۸۷ | ۲۹۱       |
| ۸    | پیتر شیلتون        | انگلستان | ۱۹۹۰–۱۹۷۰ | ۱۹۶       |
| ۹    | فرانتیشک پلانیچکا  | چکسلواکی | ۱۹۳۸–۱۹۲۶ | ۱۹۴       |
| ۱۰   | آمادئو کاریزو      | آرژانتین | ۱۹۶۴–۱۹۵۴ | ۱۹۲       |

## بهترین دروازه‌بان جهان در دهه اول قرن بیست و یکم

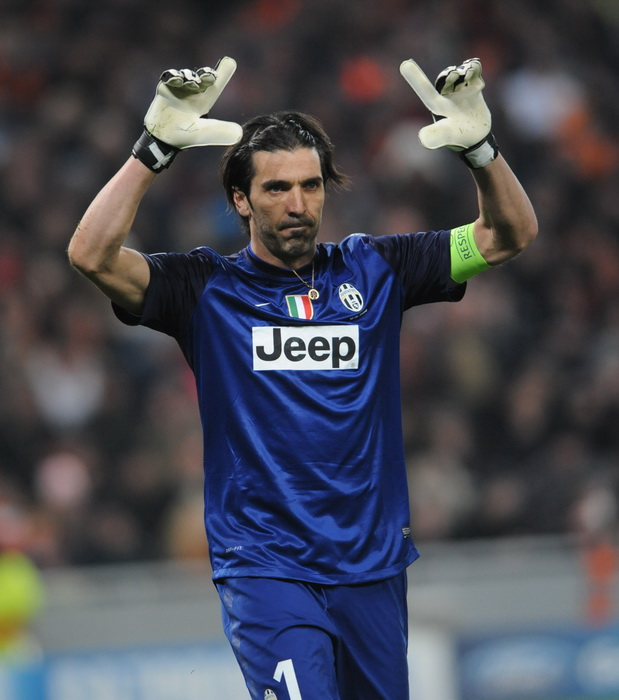
در سال ۲۰۱۱، دروازه‌بان ایتالیایی، جانلوئیجی بوفون توسط آی‌اف‌اف‌اچ‌اس به عنوان بهترین دروازه‌بان جهان در دهه اول قرن بیست و یکم انتخاب شد. در سال ۲۰۱۲، او به عنوان بهترین دروازه‌بان جهان در ۲۵ سال گذشته معرفی شد. او همچنین رکورددار دریافت بیشترین عنوان بهترین دروازه‌بان جهان آی‌اف‌اف‌اچ‌اس با پنج عنوان در کنار ایکر کاسیاس و مانوئل نویر است

در سال ۲۰۱۱، آی‌اف‌اف‌اچ‌اس با در نظر گرفتن عملکرد دروازه‌بان‌ها در دهه اول قرن بیست و یکم، برای انتخاب بهترین دروازه‌بان جهان در دهه اول قرن بیست و یکم رأی‌گیری کرد. جانلوئیجی بوفون دروازه‌بان تیم ملی فوتبال ایتالیا، بالاتر از ایکر کاسیاس و پیتر چک، این عنوان را بدست آورد.
| رتبه | بازیکن             | ملیت      | میزان آرا |
| ---- | ------------------ | --------- | --------- |
| ۱    | جانلوئیجی بوفون    | ایتالیا   | ۱۹۹       |
| ۲    | ایکر کاسیاس        | اسپانیا   | ۱۹۷       |
| ۳    | پیتر چک            | جمهوری چک | ۱۵۴       |
| ۴    | ادوین فن در سار    | هلند      | ۱۱۶       |
| ۵    | الیور کان          | آلمان     | ۹۹        |
| ۶    | دیدا               | برزیل     | ۹۰        |
| ۷    | ویکتور والدز       | اسپانیا   | ۸۲        |
| ۸    | ژولیو سزار         | برزیل     | ۷۶        |
| ۹    | ینس لمان           | آلمان     | ۷۲        |
| ۱۰   | روبرتو آبوندانزیری | آرژانتین  | ۶۸        |

## بهترین دروازه‌بان ۲۵ سال اخیر: ۲۰۱۲–۱۹۸۷
در سال ۲۰۱۲، آی‌اف‌اف‌اچ‌اس با در نظر گرفتن عملکرد دروازه‌بان‌ها بین سال ۱۹۸۷ یعنی سال آغاز اهدای این جایزه تا سال ۲۰۱۲، برای انتخاب بهترین دروازه‌بان ۲۵ سال اخیر رأی‌گیری کرد. جانلوئیجی بوفون، بالاتر از ایکر کاسیاس و مانوئل نویر، برنده این عنوان شد.
| رتبه | بازیکن             | ملیت      | میزان آرا |
| ---- | ------------------ | --------- | --------- |
| ۱    | جانلوئیجی بوفون    | ایتالیا   | ۲۲۶       |
| ۲    | ایکر کاسیاس        | اسپانیا   | ۲۱۳       |
| ۳    | مانوئل نویر        | آلمان     | ۲۰۱       |
| ۴    | پیتر اشمایکل       | دانمارک   | ۱۷۹       |
| ۵    | الیور کان          | آلمان     | ۱۶۲       |
| ۶    | پیتر چک            | جمهوری چک | ۱۵۴       |
| ۷    | خوزه لوئیس چیلاورت | پاراگوئه  | ۱۴۶       |
| ۸    | والتر زنگا         | ایتالیا   | ۱۳۲       |
| ۹    | ادوین فن در سار    | هلند      | ۱۳۲       |
| ۱۰   | کلودیو تافارل      | برزیل     | ۱۳۰       |